# Arne Treholt

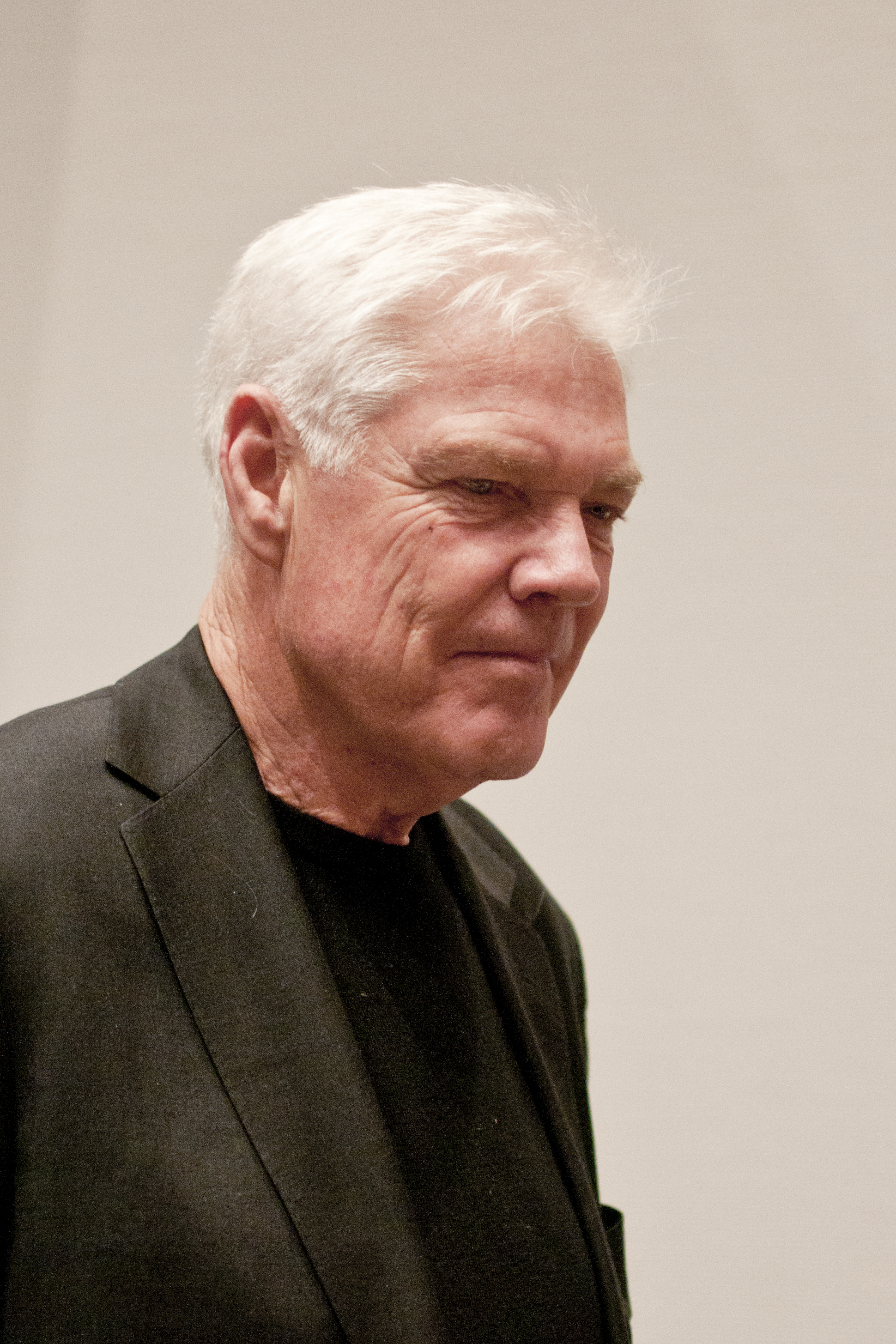
Arne Treholt (2010)

Arne Treholt (* 13. Dezember 1942 in Brandbu, Innlandet; † 12. Februar 2023 in Moskau) war ein norwegischer Diplomat und Politiker der sozialdemokratischen Arbeiderpartiet (Ap). Er wurde im Jahr 1985 als Spion verurteilt.

## Leben
Treholt war der Sohn von Thorstein Treholt, einem Politiker der Arbeiderpartiet, der Abgeordneter im Storting sowie Landwirtschaftsminister war. Zu Beginn seiner Karriere arbeitete Arne Treholt ab 1966 als Journalist für die sozialdemokratische Zeitung Arbeiderbladet.

### Staatssekretär und Diplomat
Von Oktober 1973 bis März 1976 war er als persönlicher Referent von Jens Evensen tätig. Evensen war in dieser Zeit zunächst Handels- und Schifffahrtsminister und hatte später im Außenministerium das Amt des Ministers für Seerecht inne. Am 10. März 1976 wurde Treholt in der Regierung Nordli unter Evensen zum Staatssekretär ernannt. Treholts Amtszeit endete am 31. Dezember 1978.
Anschließend ging er als Botschaftsrat der norwegischen UNO-Delegation nach New York. Ab 1983 war er Pressesprecher im norwegischen Außenministerium.

### Verurteilung wegen Spionage
Am 20. Januar 1984 verhaftete die norwegische Polizei Treholt wegen des Verdachts der Spionage für die Sowjetunion. Er wurde am Flughafen Oslo verhaftet unter dem Vorwurf, in Wien einen sowjetischen Agenten treffen zu wollen. Zahlreiche Personen verteidigten sein Vorgehen, ungeachtet der bis heute offenen vollständigen Klärung des Vorfalls. Arne Treholt wurde 1985 wegen Landesverrat und Spionage für die Sowjetunion zu einer Freiheitsstrafe von 20 Jahren verurteilt. Nach acht Jahren wurde er 1992 vorzeitig aus der Haft entlassen, emigrierte zwischenzeitlich nach Russland und zog später nach Zypern. Er erkannte nie eine Schuld an und betrachtete seine Verurteilung als Justizirrtum. Treholts Antrag auf Wiederaufnahme des Verfahrens wurde 2011 abgelehnt.
Treholt veröffentlichte mehrere Bücher. Im Jahr 2004 erschien seine Autobiografie mit dem Titel Grauzonen. Treholt starb im Februar 2023 im Alter von 80 Jahren in Moskau, wo er seine letzten Lebensjahre verbracht hatte.